# Saša Zalepugin
Saša Zalepugin (Sarajevo, 18. srpnja 1931. – Zagreb, 26. studenoga 2022.) bio je jugoslavenski i hrvatski novinar, televizijski voditelj i urednik. Poznat je kao autor emisije Nedjeljom popodne Televizije Zagreb.

## Životopis
Otac mu je bio ruski emigrant, inženjer i protivnik komunizma, a majka Srpkinja. Kada je Staljin 1947. godine od Tita zatražio da mu pošalje natrag sve emigrante, obitelj spašava utjecajni član partije kojega je otac spasio od Gestapoa, ali se hitno sele u Pulu. Gimnaziju je završio u Pazinu 1950. godine.  Slavenske jezike studirao je na Filozofskom fakultetu Sveučilišta u Zagrebu. Tijekom studija pisao je za Studentski list. Amaterski se bavio glumom i bio je predsjednikom Studentskog kazališta.
Nakon odsluženja vojnog roka 1958. godine postaje voditelj Centra za kulturu Moša Pijade Radničkog sveučilišta u Zagrebu. Godine 1962. preuzima dužnost ravnatelja Ansambla narodnih plesova i pjesama Hrvatske LADO.
Na RTV Zagreb počeo je raditi 1966. godine, najprije kao urednik emisije Kulturna panorama, a 1968. godine kao urednik kulturnog programa.
Bio je urednik zabavnog programa TV Zagreb od 1971. do 1973., kada počinje uređivati i voditi niz mozaičnih emisija Nedjeljno popodne (sport, moda, film, glazba, kazalište, kulturna baština, zanimljivosti iz SFRJ i inozemstva) u trajanju od četiri sata. Emisija se 1983. godine zvala Sastanak bez dnevnog reda. Obilježio je prodor modernog europskog novinarstva na zagrebački kanal nekadašnje Jugoslavenske radiotelevizije (JRT), koji je povremeno dosezao i do 70% gledanosti i predstavljao pravu revoluciju u zabavnom programu diljem Jugoslavije sredinom 1970-ih i početkom 1980-ih.
Godine 1978. smijenjen je s mjesta glavnog urednika RTV Zagreb zbog prozapadne orijentacije, a 1990. godine smijenjen je pod izlikom da je "Jugoslaven". Bio je urednik posebnih emisija uživo, kulturnih manifestacija i festivala (Dubrovačke ljetne igre, Pulski filmski festival). Od 1988. godine bio je urednik noćnog programa Program plus.
Četiri godine zaredom proglašavan je najpopularnijim TV licem u bivšoj Jugoslaviji. Godine 1978. uvršten je među deset najpopularnijih ljudi u zemlji u anketama tjednika NIN. Godine 1997. u anketi koju je objavio Nacional, a u kojoj su sudjelovali televizijski djelatnici svih generacija Hrvatske radiotelevizije i TV Zagreb, proglašen je jednom od deset najvažnijih osoba u povijesti televizije u Hrvatskoj.
Godina 2006. i 2007. uređivao je i vodio tjednu emisiju televizije OBN u Sarajevu.
Kao novinar intervjuirao je neke od najistaknutijih ličnosti iz politike, kulture i glazbe, uključujući Richarda Nixona, Humphreyja Bogarta, Franka Sinatru, Sophiu Loren i Mstislava Rostropoviča. Tijekom sedamdesetih godina uspješno je organizirao mnoga javna događanja poput Modafesta u Hvaru i Trogiru te stotine modnih revija od kojih je jedna održana u Hrvatskom narodnom kazalištu u Zagrebu, što je bio presedan.
Tri puta se ženio, a njegova posljednja supruga bila je Tihana Harapin. Njegov sin iz drugog braka, koji nosi isto ime, član je glazbenog sastava Plavoga orkestra.